# Robert Babicz

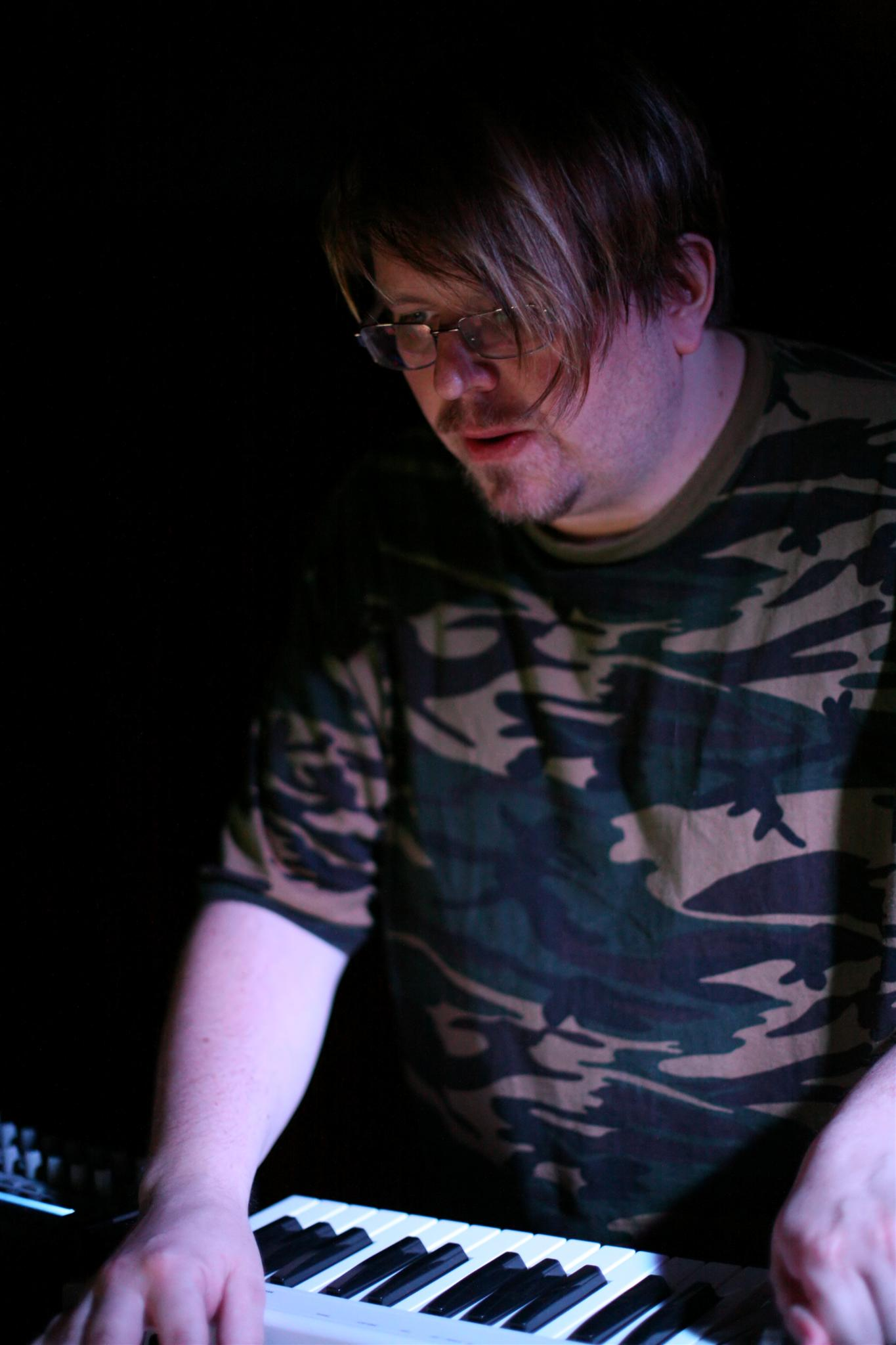
Robert Babicz (2007)

Robert Babicz (* 5. Januar 1973 in Niemodlin, Polen) ist ein Kölner Musiker, der als einer der bekanntesten Vertreter des Acid Techno gilt. Babicz veröffentlicht unter seinem bürgerlichen Namen sowie zahlreichen Pseudonymen wie Rob Acid, Acid Warrior, Atlon Inc., Department Of Dance, Dicabor, Sontec oder Twirl.

## Werdegang
Robert Babicz wurde 1973 in Polen geboren und lebt seit 1980 in Deutschland.
Seine erste Platte Acid Science Trax Vol 1. erschien 1992 unter dem Alias Colone. Mit seiner kurz darauf veröffentlichte Single Pro Deux EP und dem darauf enthaltenen Stück Happy Answer gelang ihm der Einzug in die englischen Dance-Charts. Zwei Jahre später gründete er zusammen mit Michael Zosel das Plattenlabel Junkfood Records.
Unter dem Namen Dicabor veröffentlichte er ein gleichnamiges Ambient-Album auf dem Berliner Label Space Teddy. Ab 1999 folgten Veröffentlichungen auf den Labels Force Inc. Music Works und Mille Plateaux.
Babicz veröffentlichte zusammen mit Künstlern wie Roland Casper (Joseph and His Cousin), Mijk van Dijk (Imkerei Rob & Mijk van Dijk), Mate Galic (Hobby) und Dr. Motte (Dicabor vs Dr. Motte).
Im Jahr 2010 gründete er sein neues Label Babiczstyle.
Er tritt regelmäßig in Deutschland und im Ausland als Liveact auf.

## Diskographie (Auswahl)

### Alben
| Jahr | Genutztes Pseudonym   | Titel                                           | Label                         |
| ---- | --------------------- | ----------------------------------------------- | ----------------------------- |
| 1995 | Dicabor               | Dicabor                                         | Space Teddy                   |
| 1995 | Dicabor vs. Dr. Motte | Live at the Interference Festival at Chromapark | Space Teddy                   |
| 1996 | Rob Acid              | Classic Traxx                                   | Generator Records             |
| 1996 | Colone                | Acid Science Tracks                             | Labworks UK, Death Becomes Me |
| 1998 | Robert Babicz         | MoMente                                         | Mille Plateaux                |
| 2000 | Robert Babicz         | Desert                                          | Mille Plateaux                |
| 2001 | Atlon Inc.            | Main Things                                     | Force Inc. Music Works        |
| 2002 | Rob Acid              | Classic Traxx Vol. 2                            | Generator Records             |
| 2003 | Rob Acid              | Liveset                                         | Generator Records             |
| 2003 | Rob Acid              | Live                                            | A3C0I3D Tracks                |
| 2004 | Robert Babicz         | Sure Sipr                                       | Punkt Music                   |
| 2007 | Robert Babicz         | A Cheerful Temper                               | Systematic                    |
| 2010 | Robert Babicz         | Immortal Changes                                | Systematic                    |
| 2011 | Robert Babicz         | Robert Babicz Vol 001                           | Babiczstyle                   |
| 2013 | Robert Babicz         | The Owl and the Butterfly                       | Systematic                    |
| 2016 | Robert Babicz         | A Moment Of Loud Silence                        | Traum Schallplatten           |
| 2020 | Robert Babicz         | Utopia                                          | Systematic                    |
| 2021 | Robert Babicz         | The Ocean Inside You Vol 1                      | (Self-release)                |
| 2021 | Robert Babicz         | The Ocean Inside You Vol 2                      | (Self-release)                |
| 2022 | Robert Babicz         | Dubtek, Vol. 1                                  | Babiczstyle                   |
| 2023 | Robert Babicz         | Light Of The Universe                           | Awesome Soundwave             |

### Singles und EPs
| Jahr | Genutztes Pseudonym                                      | Titel                                        | Label                         |
| ---- | -------------------------------------------------------- | -------------------------------------------- | ----------------------------- |
| 1992 | Colone                                                   | Acid Science Trax Vol. 1                     | Labworks Germany              |
| 1992 | Colone                                                   | Acid Science Trax Vol. 2                     | Labworks Germany              |
| 1993 | Rob Acid                                                 | Pro Deux – Acid Will Never Die               | Injection Records             |
| 1994 | Rob Acid                                                 | Why?                                         | Junkfood Records              |
| 1994 | Acid Warrior                                             | Acid Bites                                   | Junkfood Records              |
| 1994 | Acid Warrior                                             | Drop In                                      | Junkfood Records              |
| 1995 | Acid Warrior                                             | Karzinom EP                                  | Junkfood Records              |
| 1995 | Rob Acid                                                 | Chapter One                                  | Junkfood Records              |
| 1995 | Rob Acid                                                 | Untitled                                     | Junkfood Records              |
| 1996 | Rob Acid                                                 | Chapter Two                                  | Junkfood Records              |
| 1996 | Rob Acid                                                 | Overview                                     | Death Becomes Me, Labworks UK |
| 1996 | Rob Acid                                                 | Schokodreck                                  | Junkfood Records              |
| 1997 | Rob Acid                                                 | Die Sintflut                                 | Junkfood Records              |
| 1998 | Rob Acid                                                 | Sefiroth                                     | Junkfood Records              |
| 1999 | Rob Acid                                                 | Andere Schatten                              | Force Inc. Music Works        |
| 1999 | Acid Warrior                                             | The Subject Is Me                            | Junkfood Records              |
| 1999 | Rob Acid                                                 | Anton                                        | Force Inc. Music Works        |
| 1999 | Rob Acid                                                 | Das Legat                                    | Junkfood Records              |
| 1999 | Rob Acid                                                 | Fantasy Street                               | Shot Toolz                    |
| 1999 | Rob Acid                                                 | Syntax                                       | Force Inc. Music Works        |
| 2000 | Rob Acid                                                 | Storm                                        | Junkfood Records              |
| 2000 | Rob Acid                                                 | The Race                                     | Junkfood Records              |
| 2000 | Acid Warrior                                             | Classique                                    | Junkfood Records              |
| 2001 | Rob Acid                                                 | Selection EP                                 | Junkfood Records              |
| 2001 | Acid Warrior                                             | Acid Will Never Die                          | A3C0I3D Tracks                |
| 2002 | Rob Acid                                                 | Android                                      | Shortcut Recordings           |
| 2002 | Rob Acid                                                 | Da Kids E.P.                                 | Kne’ Deep                     |
| 2002 | Rob Acid                                                 | Hunter                                       | Shortcut Recordings           |
| 2002 | Rob Acid                                                 | Soul Vol. 1                                  | Shortcut Recordings           |
| 2003 | Rob Acid                                                 | Back                                         | TB-International              |
| 2003 | Rob Acid                                                 | Happy Answer                                 | T:Classixx                    |
| 2003 | Rob Acid                                                 | Hunter (Remixes)                             | Shortcut Recordings           |
| 2003 | Rob Acid                                                 | Wall of Drumas / Wall of Waves               | Le Petit Prince               |
| 2003 | Acid Warrior                                             | 303 in Love                                  | A3C0I3D Tracks                |
| 2004 | Rob Acid                                                 | Deeper / Perfecto                            | Acid Files                    |
| 2004 | Rob Acid                                                 | Homeless Part 1 + 2                          | Le Petit Prince               |
| 2004 | Rob Acid                                                 | Lidia                                        | Audiomatique Recordings       |
| 2004 | Rob Acid                                                 | Something                                    | Treibstoff                    |
| 2004 | Rob Acid                                                 | Voltage EP                                   | Lone Records                  |
| 2005 | Rob Acid                                                 | Bring the Funk                               | DJ.Ungle Fever                |
| 2005 | Rob Acid                                                 | Face 2 Face                                  | A3C0I3D Tracks                |
| 2005 | Robert Babicz                                            | Mister HeadK2                                |                               |
| 2006 | Rob Acid                                                 | On Fire                                      | Junkfood Records              |
| 2006 | Rob Acid                                                 | Star EP                                      | Censored Records              |
| 2006 | Rob Acid                                                 | Versus Series 1                              | Hardfloor                     |
| 2008 | Robert Babicz                                            | Afterhourbazar                               | WIR Network                   |
| 2008 | Robert Babicz                                            | K2                                           |                               |
| 2009 | Robert Babicz                                            | Astor                                        | Systematic                    |
| 2009 | Martin Eyerer & Robert Babicz                            | Salsa Roja                                   | Kickboxer                     |
| 2010 | Rob Acid                                                 | Remember                                     | Treibstoff                    |
| 2010 | Robert Babicz                                            | Remote Kiss                                  | Babiczstyle                   |
| 2010 | Robert Babicz                                            | The Feeling                                  | Babiczstyle                   |
| 2011 | Robert Babicz                                            | Nektar                                       | Babiczstyle                   |
| 2011 | Dr. Motte & Robert Babicz                                | Nono                                         | Praxxiz                       |
| 2012 | Robert Babicz                                            | Cyberlove EP                                 | Systematic                    |
| 2012 | Rob Acid                                                 | Prometheus EP                                | Babiczstyle                   |
| 2013 | Robert Babicz                                            | Sonntag                                      | Systematic                    |
| 2014 | Robert Babicz                                            | One Day We’ll All Be Happy EP                | Selador Recordings            |
| 2014 | Robert Babicz                                            | Rave Angel / Wonderland / Shifting / Reality | Bedrock Digital               |
| 2014 | Dr. Motte & Robert Babicz                                | One Dip Dip / Born2be                        | Praxxiz                       |
| 2014 | Robert Babicz                                            | Ange Solitaire                               | Tulipa Recordings             |
| 2015 | Robert Babicz                                            | Sea of Colors                                | Diez Mil Records              |
| 2015 | Robert Babicz                                            | A Girl from Jupiter                          | Systematic                    |
| 2015 | Robert Babicz                                            | Black Lion                                   | Babiczstyle                   |
| 2015 | Robert Babicz                                            | One Day We’ll All Be Happy EP2               | Selador Recordings            |
| 2016 | Robert Babicz                                            | Stimulate                                    | Babiczstyle                   |
| 2016 | Robert Babicz                                            | Melancholy                                   | Babiczstyle                   |
| 2016 | Robert Babicz                                            | Red E.P.                                     | Selador Recordings            |
| 2017 | Robert Babicz                                            | Let’s Be Friends EP                          | Blu Fin                       |
| 2017 | Robert Babicz                                            | Who We Are (Vol 1)                           | Systematic                    |
| 2018 | Robert Babicz                                            | Presence Of Hope EP                          | Babiczstyle                   |
| 2018 | Robert Babicz                                            | Space Disco                                  | Babiczstyle                   |
| 2018 | Robert Babicz                                            | Everything Will Be Alright EP                | Babiczstyle                   |
| 2018 | Robert Babicz                                            | Little Fairy EP                              | Babiczstyle                   |
| 2018 | Robert Babicz                                            | Soul Fire EP                                 | Babiczstyle                   |
| 2019 | Robert Babicz                                            | Heartwave                                    | Sudbeat                       |
| 2019 | Robert Babicz                                            | Starchild                                    | Babiczstyle                   |
| 2019 | Robert Babicz                                            | One Mind                                     | Babiczstyle                   |
| 2019 | Gui Boratto, Robert Babicz                               | Human                                        | Systematic                    |
| 2020 | Robert Babicz                                            | Starchild (Morttagua Remix)                  | Timeless Moment               |
| 2020 | Robert Babicz                                            | Dirtcut D                                    | Dirt Cuts                     |
| 2020 | Robert Babicz                                            | Dirtcut G                                    | Dirt Cuts                     |
| 2021 | Robert Babicz                                            | Herz                                         | Babiczstyle                   |
| 2021 | Robert Babicz                                            | Orion EP                                     | Babiczstyle                   |
| 2021 | Robert Babicz                                            | The Dude EP                                  | Babiczstyle                   |
| 2021 | Robert Babicz                                            | Sympathy                                     | Babiczstyle                   |
| 2021 | Robert Babicz                                            | Dirtcuts J – Robot Romance EP                | Dirt Cuts                     |
| 2021 | Robert Babicz, Maegrit, Alex Kaspersky Feat Enda Gallery | My Heart Speaks To Me                        | Dear Deer Records             |
| 2022 | Robert Babicz                                            | Earth Ship EP                                | Systematic                    |
| 2022 | Robert Babicz                                            | Last Rose EP                                 | Babiczstyle                   |
| 2023 | Robert Babicz                                            | Light Of The Universe                        | Awesome Soundwave             |
| 2023 | Robert Babicz                                            | Earth Matrix EP                              | Tronic                        |

Quelle: